# Enicmus rugosus
Enicmus rugosus är en skalbaggsart som först beskrevs av Herbst 1793.  Enicmus rugosus ingår i släktet Enicmus, och familjen mögelbaggar. Arten är reproducerande i Sverige.